# Gisela Fiedler-Bender
Gisela Fiedler-Bender   (Villach, 1940) és una historiadora de l'art austríaca. Va dirigir el Museu del Land de Magúncia entre els anys 1993 i 2000.

## Trajectòria
Començà a estudiar història de l'art, arqueologia i filosofia a Viena i, continuà, en la Universitat Leopold Franzens de Innsbruck. L'any 1965 es va doctorar amb la tesi doctoral titulada Die Münchner Landschaftsmaler Josef und Ludwig Willroider, sobre els paisatgistes de Munic, Josef i Ludwig Willroider. Va passar els seus anys de pràctiques en la Galeria Estatal de Stuttgart i en els museus d'art de Krefeld, especialment en el Museu Kaiser Wilhelm i el Museu Haus Lange de Krefeld. Posteriorment, va ser subdirectora dels museus d'art de Krefeld durant deu anys.
L'any 1980 es va mudar a Kaiserslautern, a Alemanya, i, al 1984, va ser nomenada directora del Museu Pfalzgalerie Kaiserslautern. Durant el seu mandat, va organitzar una sèrie d'exposicions monogràfiques en la Pfalzgalerie sobre artistes com Edvard Munch, Oskar Kokoschka, Heinrich von Zügel, i també sobre temes més generals com els "Castells del Palatinat" o "El futbol en l'art".
A partir de l'any 1985, amb el seu company Heinz Höfchen, van desenvolupar un servei d'assessorament al públic en la Pfalzgalerie, on els particulars podien exposar les seves obres d'art i ells els assessoraven sobre la seva antiguitat, procedència i estat de conservació. Al principi, les consultes atreien a visitants de tota Alemanya, ja que només aquesta galeria oferia un servei com aquest.
L'any 1993, va ser nomenada directora del Museu Estatal de Magúncia i va dirigir el museu fins a la seva jubilació l'any 2000. Durant aquest temps, va intensificar el contacte amb els visitants del museu, per exemple introduint l'esdeveniment periòdic "Art en la pausa de l'esmorzar", també feia l'assessorament artístic i treballà en l'àmbit de l'educació en els museus. Sent directora, va ser responsable del rellançament de la sèrie de llibres de butxaca del museu estatal anomenat "Museum im Taschenformat", i d'una exhaustiva anàlisi científica i inventari de les col·leccions del museu.
En els últims anys abans de la seva jubilació, va participar intensament en la planificació preliminar de l'àmplia reorganització prevista del Museu Estatal. Aquesta es dugué a terme sota la direcció de la seva successora, Isabella Fehle, entre els anys 2004 i 2010.

## Reconeixement
L'any 2020, s'inclogué dins del projecte “Mujeres Investigadoras en los Archivos Estatales (1900-1970)” per a la descripció arxivística i per a la creació d'un microlloc específic al Portal d'Arxius Espanyols (PARES), desenvolupat entre els anys 2020 i 2023. Aquest projecte ha estat impulsat per la Subdirecció General d'Arxius Estatals, amb l'objectiu de visibilitzar la tasca d'investigació realitzada a Espanya per dones en l'interval 1900-1970 a partir dels registres documentals que es conserven als Arxius de Gestió dels Arxius Espanyols del Ministeri de Cultura (l'Arxiu Històric Nacional, l'Arxiu de la Corona d'Aragó, l'Arxiu General de Simancas, l'Arxiu General d'Índies, l'arxiu de la Reial Cancelleria de Valladolid, l'Arxiu General de l'Administració i el Centre d'Informació Documental d'Arxius).

## Obres (selecció)
- 1964 – Die Landschaftsmaler Josef und Ludwig Willroider, Dissertation, Leopold-Franzens-Universität Innsbruck.
- 1979 – Der Photograph Otto Scharf (1858-1947), Kaiser-Wilhelm-Museum Krefeld.
- 1987 – Otto Dix, Zeichnungen und Druckgraphik aus der Stiftung Walther Groz in der Städtischen Galerie Albstadt, Pfalzgalerie Kaiserslautern. ISBN 978-3-8942-2006-8.
- 1987 – Ludwig Wilding: Retrospektive. 1949–1987, mpk Museum Pfalzgalerie. ISBN 978-3-8942-2018-1.
- 1989 – Martin Lersch – In Bezug auf …, Pfalzgalerie Kaiserslautern. ISBN 978-3-8942-2000-6.
- 1989 – Fussball in der Kunst, Pfalzgalerie Kaiserslautern. ISBN 978-3-8942-2027-3.
- 1990 – Lore Bert: Ausstellungskatalog, mpk Museum Pfalzgalerie. ISBN 978-3-8942-2033-4.
- 1990 – Hannelore Landrock-Schumann: Gelb-Rot-Blau – Rauminstallationen, Objekte. mpk Museum Pfalzgalerie. ISBN 978-3-8942-2034-1.
- 1992 – Gottfried Helnwein, Pfalzgalerie Kaiserslautern.
- 1993 – Peter Behrens, Berlin Alexanderplatz, Pfalzgalerie Kaiserslautern.
- 1993 – Franz Erhard Walther – die Sprache im Material, Bezirksverband Pfalz, Kaiserslautern. ISBN 978-3-8942-2068-6.
- 1993 – Informelle und expressiv-abstrakte Graphik der 50er und 60er Jahre: Bestandskataloge der Graphischen Sammlung IV, mpk Museum Pfalzgalerie. ISBN 978-3-8942-2056-3.
- 1996 – Eduardo Chillida: Papierarbeiten, van der Koelen, Magúncia.